# Martin Winter (Ruderer)

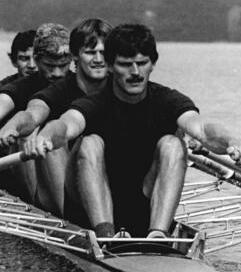
Die Weltmeister im Doppelvierer 1982 (von vorn nach hinten): Martin Winter, Uwe Heppner, Uwe Mund und Karl-Heinz Bußert

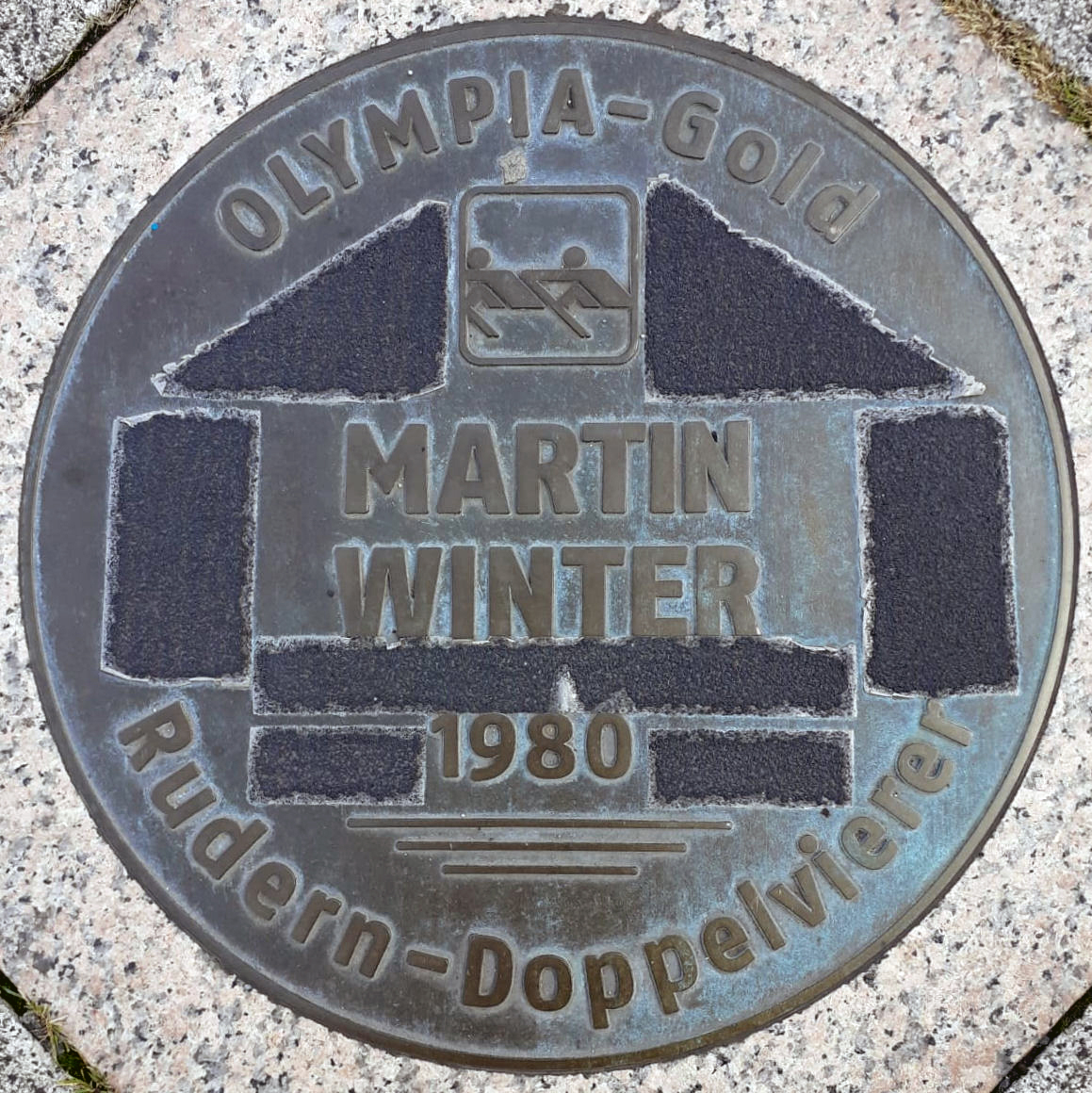
Sports Walk of Fame in Magdeburg

Martin Winter (* 5. November 1955 in Zerbst; † 21. Februar 1988 in Magdeburg) war ein Ruderer aus der Deutschen Demokratischen Republik. 1980 gelang ihm im Doppelvierer der Olympiasieg.

## Karriere
Martin Winter wuchs in Güterglück auf. 1969 wechselte Winter zum SC Magdeburg, 1972 belegte er bei der Spartakiade den dritten Platz im Doppelzweier. 1974 erreichte er bei den DDR-Meisterschaften in der Erwachsenenklasse den zweiten Platz im Einer hinter Wolfgang Hönig. Bei der DDR-Meisterschaft 1975 siegte Winter im Einer und gewann danach bei der Weltmeisterschaft Bronze hinter Peter-Michael Kolbe aus der Bundesrepublik Deutschland und dem Iren Seán Drea.
Im Jahr darauf fuhr er als Mitglied des Doppelvierers zu den Olympischen Spielen 1976 nach Montreal, verpasste dort aber durch eine Blinddarmentzündung die sichere olympische Goldmedaille. Für ihn rückte Karl-Heinz Bußert ins Boot, der in den kommenden Jahren zusammen mit Martin Winter zur Stammbesatzung des DDR-Doppelvierers gehörte. Lediglich 1979 trat Martin Winter im Doppelzweier an, ansonsten gewann er von 1977 bis 1982 bei Olympischen Spielen und Weltmeisterschaften Gold im Doppelvierer. 1983 verlor er mit dem Doppelvierer bei der Weltmeisterschaft gegen das Boot aus der Bundesrepublik Deutschland. Dies war die erste Niederlage des DDR-Doppelvierers, seitdem die Bootsklasse 1974 in das Programm von Weltmeisterschaften aufgenommen worden war. Martin Winter wurde 1980 mit dem Vaterländischen Verdienstorden in Silber und 1984 in Gold ausgezeichnet.
Nach seiner aktiven Laufbahn war Martin Winter Rudertrainer beim SC Magdeburg. 1988 starb er infolge eines Unglücksfalls.

## Internationale Medaillen

### Olympische Spiele
- 1980: Gold im Doppelvierer (Frank Dundr, Carsten Bunk, Uwe Heppner, Martin Winter)

### Weltmeisterschaften
- 1975: Bronze im Einer
- 1977: Gold im Doppelvierer (Frank Dundr, Martin Winter, Karl-Heinz Bußert, Wolfgang Güldenpfennig)
- 1978: Gold im Doppelvierer (Frank Dundr, Martin Winter, Karl-Heinz Bußert, Joachim Dreifke)
- 1979: Bronze im Doppelzweier (Olaf Moll, Martin Winter)
- 1981: Gold im Doppelvierer (Peter Kersten, Karl-Heinz Bußert, Uwe Heppner, Martin Winter)
- 1982: Gold im Doppelvierer (Karl-Heinz Bußert, Uwe Mund, Uwe Heppner, Martin Winter)
- 1983: Silber im Doppelvierer (Karl-Heinz Bußert, Martin Winter, Joachim Dreifke, Rüdiger Reiche)